# Ускршњи устанак
Ускршњи устанак (ир. Éirí Amach na Cásca, енгл. Easter Rising) назив је за војно неуспелу побуну ирског народа у Даблину која је била усмерена на ослобађање од британске власти. Устанак се одиграо 1916. године. Ирска је стекла независност тек 1949. године.

## Политичка позадина
Борба (више политичка него оружана) Ирских републиканаца за аутономију и настојања лојалиста да то спрече трајала је већ дуго времена.
Либерална британска влада је, Трећим актом о парламентарној аутономији 1914. доделила парламентарну аутономију за двадесет шест округа (Данашња Република Ирска), а преосталих Шест округа (данашња Северна Ирска) ’привремено’ је остало под влашћу Лондона. Међутим, у то доба је избио и Први светски рат па је спровођење Трећег акта у дело одложено.
Републиканска странка Шин Фејн одлучила се за хитну акцију за отцепљење. Испланирали су устанак који ће почети на Ускршњи понедељак 1916. и прогласили су ирску републику.

## Планирање и вође устанка
Главну улогу у планирању устанка имало је Ирско републиканско братство (ИРБ), а извршитељи су били Ирски добровољци. Њихова основна идеја била је да се искористи прилика док су очи Британије окренуте ка Европи и рату. Вође и главни планери устанка били су Патрик Пирс, Џозеф Планкет, Том Кларк, Имон Сент и Шон Мекдермот – сви чланови ИРБ-а и на командним позицијама у Ирским добровољцима. Мозак операције био је Војни одбор, ког је основао Том Кларк. У саставу Војног одбора било је пет чланова.
Касније им се прикључио и Џејмс Коноли, први ирски социјалиста, који је био на челу Ирске грађанске армије - прилично малобројне синдикалне организације, која је и сама планирала устанак у то време.
Међу устаницима је био и Ејмон де Валера, касније премијер и председник независне Ирске.
Устанак је подржавала и Америчко-ирска организација Клан на Гаел, који су им били једина веза са Немцима, од којих су се надали помоћи. Међутим немачки брод са оружјем за Ирце су пресрели Британци 21. априла 1916., па су побуњеници морали да се сналазе са оним што су имали.
4. августа 1914. године Врховно веће ИРБ-а састало се и сложило да ће предузети акцију пре краја Првог светског рата.
Револтиран апатијом у Ирској, Џејмс Коноли, вођа Ирске грађанске армије, најавио је побуну на своју руку, кад већ нико други неће. Чланови одбора састали су се с њим и договорили се да ће напасти следећег Ускрса.
Накнадно је наредбом смањен број устаника и одгођен напад за један дан.
Дивизија у Даблину имала је 6 батаљона и седиште у Главној пошти (General Post office).
Насупрот 5500 Британаца било је само 1250 Ираца.

## Стратегија и почетак устанка
Планирана стратегија била је следећа: устаници ће заузети све грађевине од стратешког значаја у Даблину. У идеалној ситуацији, устаници би на крају устанка имали читав центар Даблина под својом контролом. Међутим, за то нису имали довољно људи (свега око 1250), па је неколико врло битних тачака у граду (између осталих и Даблински замак и Тринити колеџ) остало у рукама Британаца, што је значило да су устаници изоловани и одвојени једни од других – и да их Британци могу нападати и побеђивати групу по групу – што се и догодило.
Било је планирано да се људи побуне и у унутрашњости у исто време кад и у Даблину, што су и учинили. Међутим, као и у Даблину, и овде је био проблем мали број учесника, као и то што су ипак били већином војно некомпетентни.
Вође устанка били су свесни ових великих недостатака, али су рачунали на то да ће Лондон радије допустити да акт о парламентарној аутономији ступи на снагу одмах него да расипају снаге намењене Западном фронту како би угушили побуну у Ирској.
Снаге Ирских добровољаца састојале су се од четири батаљона, а уочи устанка оформљен је и пети батаљон, који ће касније заузети Главну пошту у Даблину. У петом батаљону биле су главне вође устанка – Пирс (командант), Коноли (командант Даблинске дивизије), Кларк, Мекдермот и Планкет, као и тада непознати Мајкл Колинс. Главна пошта налази се у главној улици, у самом центру Даблина, и као таква била је средиште догађања. Управо ту је Пирс прочитао Документ о проглашењу републике.
Остале снаге биле су распоређене на следећи начин:
- Први батаљон; команда: Нед Дејли; положај: Централни суд (северозапад)
- Други батаљон; команда: Томас Мекдонаг; положај: Џејкобс Бискит фабрика (југ)
- Трећи батаљон; команда: Имон де Валера; положај: Боландс Бејкери (исток)
- Четврти батаљон; команда: Имон Сент; положај: Саут Даблин Јунион (југоисток)
- Ирска грађанска армија; команда: Мајкл Малин и грофица Констанс Маркјевиц; положај: Сент Стивенс грин (парк јужно од Тринити Колеџа)

Када је избио устанак, Даблином је завладао потпуни хаос. Нису у питању били само оружани напади устаника на грађевине, већ и убиства, пљачке и слично у сиромашним деловима града, а све је постало још хаотичније када су устаници добили наређење да пуцају у пљачкаше. Хаосу је допринела и немогућност комуникације између побуњеничких батаљона који су били одсечени једни од других - у недостатку наређења из централне команде сваки вођа је морао да одлучује сам за себе.

## Долазак британских трупа и крај устанка
Британске трупе биле су под командом генерала Лоуа (Lowe), који је под собом имао 1200 војника. Први корак био је да се осигура прилаз Даблинском замку, а затим су изоловали Главну пошту, где је било главно седиште побуњеника. На северозападу града поставили су артиљерију, одакле је покривен велики део града.
Ускоро је из Британије пристигло појачање – 16000 војника и 1000 полицајаца. Побуњеничке базе заузимане су једна по једна, а најжешћа битка одиграла се код Главног канала, где је само 12 добровољаца дуго држало прелаз и побило око 240 војника. На другим позицијама битке су такође трајале данима. Људство у Главној пошти се забарикадирало унутра. Британске трупе гранатирале су их издалека, а они нису имали одговарајуће оружје да узврате ватру, те су на крају били принуђени да напусте положаје. Побуњеници су се повукли и заузели нове положаје у улици Мур, одакле је 29. априла (6. дана побуне) Пирс, схвативши да је победа немогућа, наредио: „Сви се предајте."
Сам Пирс је, истина само декларативно, проглашен председником Ирске Републике.
Коноли, смртно рањен, доведен је до кревета. Рекао је да капиталистичка влада неће пуцати на своје власништво. Разуверен је за мање од два дана. То је била прва социјалистичка револуција у Европи.

## Реакција јавности, хапшења и погубљења
Ирска јавност у почетку је осудила устанак. Велики број Ираца у то доба се борио у Првом светском рату, и добар део народа је устанике посматрао као обичне изазиваче нереда који нису имали храбрости да оду у рат. Неке од ирских новина захтевале су погубљење устаничких вођа.
Након устанка је ухапшено 3430 људи, од којих је 1480 и затворено. Неки од њих су били политички активисти и нису имали везе са устанком. Петнаесторица устаничких вођа је погубљено у затвору Килмејнхам од 3. до 12. јуна 1916. Међу њима је био и тешко рањени Коноли, који није могао да стоји пред стрељачким водом, па су га везали за столицу да не би пао. Пирс је погубљен први.
Ејмон де Валера није погубљен јер је рођен у САД, па је био амерички држављанин, а Констанс Маркјевиц није погубљена јер је била жена.
После хапшења и погубљења мишљење јавности се преокренуло – сви су били ужаснути, а устаничке вође почели су да буду посматрани као мученици. Организоване су меморијалне поворке, њихове фотографије масовно су се продавале, а скупљани су и добровољни прилози за њихове породице. Промена става јавности и народа отворила је пут Шин Фејну и даљим републиканским активностима, које ће на крају довести до независности Републике Ирске.

## Попис погубљених вођа
- Патрик Пирс
- Том Кларк
- Томас Мекдонаг
- Џозеф Планкет
- Едвард Дејли
- Вилијам Пирс
- Мајкл О'Ханрахен
- Џон Мекбрајд
- Имон Сент
- Мајкл Малин
- Корнелијус Колберт
- Шон Хејстон
- Шон Мекдермот
- Џејмс Коноли
- Томас Кент

## Ускршњи устанак у уметности
Књижевност
- “A Star Called Henry” (аутор Роди Дојл)
- “Easter 1916” (аутор Вилијам Батлер Јејтс)
- “Trinity” (аутор Леон Урис)
- “At Swim, Two Boys” (аутор Џејми О'Нил)
- "1916" (аутор Морган Левелин)
- "The Red and the Green" (аутор Ајрис Мердок)
- "Rebels : the Irish rising of 1916" (аутор Питер де Роса)

Филм
- "Ryan's Daughter" (редитељ Дејвид Лин) (1970)
- "Irish Destiny" (редитељ Џорџ Дјухурст) (1926)
- "Michael Collins" (редитељ Нил Џордан) (1996)

Музика
- Многобројне побуњеничке песме, између осталог:
- "The Boys of the Old Brigade"
- "Grace"
- "Ireland Unfree"
- "The Merry Ploughboy"
- "Foggy Dew"
- "Ballad of James Connolly" itd.